# M54 (motorväg)

Lägeskarta.

M54 eller Telford motorway är en motorväg i Storbritannien som går mellan Wolverhampton och Telford. Vid Wolverhampton ansluter denna till motorvägen M6. Den är 37 kilometer lång.